# Oak Grove (Minnesota)
Oak Grove és una població dels Estats Units a l'estat de Minnesota. Segons el cens del 2000 tenia 6.903 habitants.

## Demografia
Segons el cens del 2000, Oak Grove tenia 6.903 habitants, 2.200 habitatges, i 1.883 famílies. La densitat de població era de 79,1 habitants per km².
Dels 2.200 habitatges en un 45,6% hi vivien nens de menys de 18 anys, en un 76,3% hi vivien parelles casades, en un 5% dones solteres, i en un 14,4% no eren unitats familiars. En el 10,6% dels habitatges hi vivien persones soles l'1,6% de les quals corresponia a persones de 65 anys o més que vivien soles. El nombre mitjà de persones vivint en cada habitatge era de 3,11 i el nombre mitjà de persones que vivien en cada família era de 3,33.
Per edats la població es repartia de la següent manera: un 32% tenia menys de 18 anys, un 6,8% entre 18 i 24, un 33,8% entre 25 i 44, un 23,9% de 45 a 60 i un 3,5% 65 anys o més.
L'edat mediana era de 34 anys. Per cada 100 dones de 18 o més anys hi havia 112,8 homes.
La renda mediana per habitatge era de 70.169 $ i la renda mediana per família de 73.728 $. Els homes tenien una renda mediana de 44.855 $ mentre que les dones 29.009 $. La renda per capita de la població era de 23.693 $. Entorn de l'1% de les famílies i l'1,5% de la població estaven per davall del llindar de pobresa.

## Poblacions més properes
El següent diagrama mostra les poblacions més properes.